# U-451
| U-451                      | U-451                                                          | U-451                                                          |
| -------------------------- | -------------------------------------------------------------- | -------------------------------------------------------------- |
|                            |                                                                |                                                                |
|                            |                                                                |                                                                |
|                            |                                                                |                                                                |
| Під прапором               | Третій рейх                                                    | Третій рейх                                                    |
| Спуск на воду              | 5 березня 1941 року                                            | 5 березня 1941 року                                            |
| Виведений зі складу флоту  | 21 грудня 1941 року                                            | 21 грудня 1941 року                                            |
| Сучасний статус            | затоплений                                                     | затоплений                                                     |
| Проєкт                     |                                                                |                                                                |
| Тип ПЧ                     | Торпедний ДПЧ                                                  | Торпедний ДПЧ                                                  |
| Основні характеристики     |                                                                |                                                                |
| Швидкість (надводна)       | 17,7 вузлів                                                    | 17,7 вузлів                                                    |
| Швидкість (підводна)       | 7,6 вузлів                                                     | 7,6 вузлів                                                     |
| Робоча глибина занурення   | 100 м                                                          | 100 м                                                          |
| Гранична глибина занурення | 220 м                                                          | 220 м                                                          |
| Екіпаж                     | 44 осіб                                                        | 44 осіб                                                        |
| Розміри                    |                                                                |                                                                |
| Довжина найбільша (по КВЛ) | 67,1 м                                                         | 67,1 м                                                         |
| Ширина корпусу найб.       | 6,2 м                                                          | 6,2 м                                                          |
| Висота                     | 9,6 м                                                          | 9,6 м                                                          |
| Середня осадка (по КВЛ)    | 4,70 м                                                         | 4,70 м                                                         |
| Водотоннажність надводна   | 769 т                                                          | 769 т                                                          |
| Озброєння                  |                                                                |                                                                |
| Артилерія                  | одна палубна гармата калібру 88-мм, одна 20-мм зенітна гармата | одна палубна гармата калібру 88-мм, одна 20-мм зенітна гармата |
| Торпедно- мінне озброєння  | 4 носових і один кормовий ТА. 14 торпед або 26 мін             | 4 носових і один кормовий ТА. 14 торпед або 26 мін             |

U-451 — німецький підводний човен типу VIIC, часів Другої світової війни.
Замовлення на будівництво човна було віддане 30 жовтня 1939 року. Човен був закладений на верфі суднобудівної компанії «Deutsche Werke AG» у Кілі 11 травня 1940 року під заводським номером 282, спущений на воду 5 березня 1941 року, 3 травня 1941 року увійшов до складу 3-ї флотилії. Єдиним командиром човна був корветтен-капітан Ебергард Гоффманн.
Човен зробив 4 бойових походи, в яких потопив 1 військовий корабель.
Потоплений 21 грудня 1941 року в Північній Атлантиці північно-західніше Танжера (35°55′ пн. ш. 06°08′ зх. д. / 35.917° пн. ш. 6.133° зх. д.) глибинними бомбами британського бомбардувальника «Свордфіш». 44 члени екіпажу загинули, 1 врятовано.

## Потоплені та пошкоджені кораблі[3]
| Назва            | Тип    | Належність | Дата           | Тоннаж (БРТ) | Вантаж | Статус     | Місце                                                       |
| «Жемчуг» (No 27) | корвет | СРСР       | 10 серпня 1941 | 550          |        | потоплений | 68°39′ пн. ш. 42°07′ сх. д. / 68.650° пн. ш. 42.117° сх. д. |